# Boston Bruins
Boston Bruins är en amerikansk ishockeyorganisation vars lag är baserat i Boston, Massachusetts och har varit medlemsorganisation i National Hockey League (NHL) sedan Bruins bildades den 1 november 1924 och därmed var det första amerikanska lag som anslöt sig till NHL. Bruins tillhör den exklusiva skaran "Original Six" ("de sex ursprungliga") tillsammans med Chicago Blackhawks, Detroit Red Wings, Montreal Canadiens, New York Rangers och Toronto Maple Leafs. Hemmaarenan är TD Garden och har varit till lagets förfogande sedan 1995 när den invigdes som Fleet Center. Laget spelar i Atlantic Division tillsammans med Buffalo Sabres, Detroit Red Wings, Florida Panthers, Montreal Canadiens, Ottawa Senators, Tampa Bay Lightning och Toronto Maple Leafs.
Bruins har vunnit Stanley Cup sex gånger; säsongerna 1928–1929, 1938–1939, 1940–1941, 1969–1970, 1971–1972 och 2010–2011. Laget har haft en del namnkunniga spelare som Bobby Orr, Ray Bourque, Patrice Bergeron, Milt Schmidt, Johnny Bucyk, Eddie Shore, Phil Esposito, Cam Neely, Adam Oates, Ken Hodge, Joe Thornton, Brad Marchand, Aubrey "Dit" Clapper, Rick Middleton, Tim Thomas, Zdeno Chára, Wayne Cashman, Peter McNab, Terry O'Reilly och Bill Cowley.

## Historia

### Stanley Cup-spel

#### 1920-talet
- 1925 – Missade slutspel.
- 1928 – Förlorade i första ronden mot New York Rangers med 5-2.
- 1929 – Vann finalen mot New York Rangers med 2-0.
  - Bill Carson, Aubrey Dit Clapper, Cy Denneny, Frank Fredrickson, Norman Dutch Gainor, Percy Galbraith, Red Green, Lionel Hitchman (C), Lloyd Klein, Myles Lane, Duncan Mickey MacKay, Harry Oliver, George Owen, Eric Pettinger, Eddie Rodden, Eddie Shore, Cecil Tiny Thompson, Ralph Cooney Weiland och Hal Winkler – Cy Denneny

#### 1930-talet
- 1930 – Förlorade i finalen mot Montreal Canadiens med 2-0.
- 1938 – Förlorade i första ronden mot Toronto Maple Leafs med 3-0.
- 1939 – Vann finalen mot Toronto Maple Leafs med 4-1 i matcher.
  - Bobby Bauer, Frank Brimsek, Aubrey Dit Clapper, Roy Conacher, Bill Cowley, Jack Crawford, Woody Dumart, Harry Frost, Ray Getliffe, Robert Red Hamill, Mel Hill, Bill Flash Hollett, Pat McReavy, Gord Pettinger, Jack Portland, Terry Reardon, Charlie Sands, Milt Schmidt, Jack Shewchuk, Eddie Shore och Ralph Cooney Weiland (C) – Art Ross

#### 1940-talet
- 1940 – Förlorade i första ronden mot New York Rangers med 4-2 i matcher.
- 1941 – Vann finalen mot Detroit Red Wings med 4-0 i matcher.
  - Bobby Bauer, Frank Brimsek, Gordie Bruce, Herb Cain, Aubrey Dit Clapper (C), Roy Conacher, Bill Cowley, Jack Crawford, Woody Dumart, Mel Hill, Bill Flash Hollett, Art Jackson, Pat McReavy, Terry Reardon, Milt Schmidt, Jack Shewchuk, Des Smith och Eddie Wiseman – Ralph Cooney Weiland
- 1942 – Förlorade i andra ronden mot Detroit Red Wings med 2-1 i matcher.
- 1949 – Förlorade i första ronden mot Toronto Maple Leafs med 4-1 i matcher.

#### 1950-talet
- 1950 – Missade slutspel.
- 1959 – Förlorade i första ronden mot Toronto Maple Leafs med 4-3 i matcher.

#### 1960-talet
- 1960 – Missade slutspel.
- 1969 – Förlorade i andra ronden mot Montreal Canadiens med 4-2 i matcher.

#### 1970-talet
- 1970 – Vann finalen mot St. Louis Blues med 4-0 i matcher.
  - John Adams, Don Awrey, Garnet "Ace" Bailey, Ivan Boldirev, Johnny Bucyk, Wayne Carleton, Wayne Cashman, Gerry Cheevers, Gary Doak, Phil Esposito (C), Ted Green, Ken Hodge Sr., Eddie Johnston, Bill Lesuk, Jim Lorentz, Don Marcotte, John McKenzie, Ron Murphy, Bobby Orr, Derek Sanderson, Dan Schock, Dallas Smith, Rick Smith, Bill Speer, Fred Stanfield och Ed Westfall – Harry Sinden
- 1971 – Förlorade i första ronden mot New York Rangers med 4-1 i matcher.
- 1972 – Vann finalen mot New York Rangers med 4-1 i matcher.
  - Don Awrey, Garnet "Ace" Bailey, Johnny Bucyk, Wayne Cashman, Gerry Cheevers, Phil Esposito, Ted Green, Chris Hayes, Ken Hodge Sr., Eddie Johnston, Don Marcotte, John McKenzie, Bobby Orr, Garry Peters, Derek Sanderson, Dallas Smith, Fred Stanfield, Carol Vadnais, Mike Walton och Ed Westfall – Tom Johnson
- 1973 – Förlorade i första ronden mot New York Rangers med 4-1 i matcher.
- 1979 – Förlorade i andra ronden mot Montreal Canadiens med 4-3 i matcher.

#### 1980-talet
- 1980 – Förlorade i andra ronden mot New York Islanders med 4-1 i matcher.
- 1989 – Förlorade i andra ronden mot Montreal Canadiens med 4-1 i matcher.

#### 1990-talet
- 1990 – Förlorade i finalen mot Edmonton Oilers med 4-1 i matcher.
- 1999 – Förlorade i andra ronden mot Buffalo Sabres med 4-2 i matcher.

#### 2000-talet
- 2000 – Missade slutspel.
- 2009 – Förlorade i andra ronden mot Carolina Hurricanes med 4-3 i matcher.

#### 2010-talet
- 2010 – Förlorade i andra ronden mot Philadelphia Flyers med 4-3 i matcher.
- 2011 – Vann finalen mot Vancouver Canucks med 4-3 i matcher.
  - Patrice Bergeron, Johnny Boychuk, Gregory Campbell, Zdeno Chára (C), Andrew Ference, Nathan Horton, Shane Hnidy, Tomáš Kaberle, Steven Kampfer, Chris Kelly, David Krejčí, Milan Lucic, Brad Marchand, Adam McQuaid, Daniel Paille, Rich Peverley, Tuukka Rask, Mark Recchi, Michael Ryder, Marc Savard, Tyler Seguin, Dennis Seidenberg, Tim Thomas och Shawn Thornton – Claude Julien
- 2012 – Förlorade i första ronden mot Washington Capitals med 4-3 i matcher.
- 2019 – Förlorade finalen mot St. Louis Blues med 4-3 i matcher.

#### 2020-talet
- 2020 – Förlorade i andra ronden mot Tampa Bay Lightning med 4–1 i matcher.
- 2025 – Missade slutspel.

Spelare med kursiv stil fick inte sina namn ingraverade på Stanley Cup-pokalen.

## Nuvarande spelartrupp

### Spelartruppen 2025/2026
Senast uppdaterad: 16 juli 2025.

Alla spelare som har kontrakt med Boston Bruins och har spelat för dem under aktuell säsong listas i spelartruppen. Spelarnas löner är i amerikanska dollar och är vad de skulle få ut om spelarna vore i NHL-truppen under hela grundserien (oktober–april). Löner i kursiv stil är ej bekräftade.
| Målvakter                                                                                     | Målvakter | Målvakter          | Målvakter          | Målvakter   | Målvakter | Målvakter | Målvakter      | Målvakter               | Målvakter | Målvakter |
| Nr                                                                                            |           | Namn               | Namn               | Lön 25/26   |           | Kontrakt  | Kom till laget | Kom ifrån               |           |           |
| --------------------------------------------------------------------------------------------- | --------- | ------------------ | ------------------ | ----------- | --------- | --------- | -------------- | ----------------------- | --------- | --------- |
| 1                                                                                             | USA       | Jeremy Swayman     | Jeremy Swayman     | $10 000 000 | [ 15 ]    | 2032      | 2021           | Providence Bruins       |           |           |
| 70                                                                                            | Finland   | Joonas Korpisalo   | Joonas Korpisalo   | $4 500 000  | [ 16 ]    | 2028      | 2024           | Ottawa Senators         |           |           |
| 80                                                                                            | Kanada    | Michael DiPietro   | Michael DiPietro   | $775 000    | [ 17 ]    | 2027      | 2022           | Abbotsford Canucks      |           |           |
| --                                                                                            | Kanada    | Luke Cavallin      | Luke Cavallin      | $775 000    | [ 18 ]    | 2026      | 2025           | Lions de Trois-Rivières |           |           |
| --                                                                                            | Tjeckien  | Šimon Zajíček      | Šimon Zajíček      | $872 500    | [ 19 ]    | 2026      | 2025           | HC Litvínov             |           |           |
| Backar                                                                                        |           |                    |                    |             |           |           |                |                         |           |           |
| Nr                                                                                            |           | Namn               | Namn               | Lön 25/26   |           | Kontrakt  | Kom till laget | Kom ifrån               |           |           |
| 6                                                                                             | USA       | Mason Lohrei       | Mason Lohrei       | $3 200 000  | [ 20 ]    | 2027      | 2023           | Providence Bruins       |           |           |
| 27                                                                                            | Sverige   | Hampus Lindholm    | Hampus Lindholm    | $8 000 000  | [ 21 ]    | 2030      | 2022           | Anaheim Ducks           |           |           |
| 41                                                                                            | Kanada    | Jackson Edward     | Jackson Edward     | $860 000    | [ 22 ]    | 2027      | 2024           | London Knights          |           |           |
| 44                                                                                            | Finland   | Henri Jokiharju    | Henri Jokiharju    | $3 000 000  | [ 23 ]    | 2028      | 2025           | Buffalo Sabres          |           |           |
| 52                                                                                            | USA       | Andrew Peeke       | Andrew Peeke       | $2 750 000  | [ 24 ]    | 2026      | 2024           | Columbus Blue Jackets   |           |           |
| 58                                                                                            | USA       | Billy Sweezey      | Billy Sweezey      | $775 000    | [ 25 ]    | 2026      | 2024           | Cleveland Monsters      |           |           |
| 59                                                                                            | Kanada    | Frédéric Brunet    | Frédéric Brunet    | $860 000    | [ 26 ]    | 2026      | 2025           | Providence Bruins       |           |           |
| 73                                                                                            | USA       | Charlie McAvoy – A | Charlie McAvoy – A | $11 500 000 | [ 27 ]    | 2030      | 2017           | Providence Bruins       |           |           |
| 79                                                                                            | USA       | Michael Callahan   | Michael Callahan   | $775 000    | [ 28 ]    | 2026      | 2025           | Providence Bruins       |           |           |
| 91                                                                                            | Ryssland  | Nikita Zadorov     | Nikita Zadorov     | $5 150 000  | [ 29 ]    | 2030      | 2024           | Vancouver Canucks       |           |           |
| --                                                                                            | Kanada    | Jonathan Aspirot   | Jonathan Aspirot   | $775 000    | [ 30 ]    | 2026      | 2025           | Calgary Wranglers       |           |           |
| --                                                                                            | USA       | Jordan Harris      | Jordan Harris      | $825 000    | [ 31 ]    | 2026      | 2025           | Columbus Blue Jackets   |           |           |
| --                                                                                            | Sverige   | Loke Johansson     | Loke Johansson     | $860 000    | [ 32 ]    | 2028      | 2024           | Moncton Wildcats        |           |           |
| --                                                                                            | Sverige   | Victor Söderström  | Victor Söderström  | $775 000    | [ 33 ]    | 2026      | 2025           | Brynäs IF               |           |           |
| --                                                                                            | Kanada    | Max Wanner         | Max Wanner         | $775 000    | [ 34 ]    | 2026      | 2025           | Bakersfield Condors     |           |           |
| Forwards                                                                                      |           |                    |                    |             |           |           |                |                         |           |           |
| Nr                                                                                            |           | Namn               | Pos                | Lön 25/26   |           | Kontrakt  | Kom till laget | Kom ifrån               |           |           |
| 10                                                                                            | USA       | Riley Tufte        | VF                 | $775 000    | [ 35 ]    | 2026      | 2024           | Colorado Eagles         |           |           |
| 11                                                                                            | USA       | Casey Mittelstadt  | C/VF               | $6 000 000  | [ 36 ]    | 2027      | 2025           | Colorado Avalanche      |           |           |
| 18                                                                                            | Tjeckien  | Pavel Zacha        | YF/C               | $4 750 000  | [ 37 ]    | 2027      | 2022           | New Jersey Devils       |           |           |
| 19                                                                                            | USA       | Johnny Beecher     | C/VF               | $900 000    | [ 38 ]    | 2026      | 2023           | Providence Bruins       |           |           |
| 23                                                                                            | Sverige   | Fabian Lysell      | HF                 | $832 500    | [ 39 ]    | 2026      | 2024           | Providence Bruins       |           |           |
| 28                                                                                            | Sverige   | Elias Lindholm     | C/HF               | $9 000 000  | [ 40 ]    | 2031      | 2024           | Vancouver Canucks       |           |           |
| 32                                                                                            | USA       | John Farinacci     | C                  | $775 000    | [ 41 ]    | 2026      | 2025           | Providence Bruins       |           |           |
| 38                                                                                            | USA       | Patrick Brown      | C/HF               | $775 000    | [ 42 ]    | 2026      | 2024           | Providence Bruins       |           |           |
| 39                                                                                            | Kanada    | Morgan Geekie      | C/HF               | $5 250 000  | [ 43 ]    | 2031      | 2023           | Seattle Kraken          |           |           |
| 42                                                                                            | Ryssland  | Georgij Merkulov   | VF                 | $775 000    | [ 44 ]    | 2026      | 2024           | Providence Bruins       |           |           |
| 47                                                                                            | USA       | Mark Kastelic      | C                  | $1 300 000  | [ 45 ]    | 2028      | 2024           | Ottawa Senators         |           |           |
| 48                                                                                            | Kanada    | Jeffrey Viel       | VF                 | $775 000    | [ 46 ]    | 2026      | 2024           | Providence Bruins       |           |           |
| 51                                                                                            | Kanada    | Matt Poitras       | C                  | $870 000    | [ 47 ]    | 2026      | 2023           | Guelph Storm            |           |           |
| 62                                                                                            | USA       | Riley Duran        | C/HF               | $867 500    | [ 48 ]    | 2026      | 2025           | Providence Bruins       |           |           |
| 72                                                                                            | Kanada    | Brett Harrison     | C                  | $775 000    | [ 49 ]    | 2026      | 2023           | Windsor Spitfires       |           |           |
| 88                                                                                            | Tjeckien  | David Pastrňák – A | HF                 | $12 500 000 | [ 50 ]    | 2031      | 2016           | Providence Bruins       |           |           |
| 92                                                                                            | Ryssland  | Marat Chusnutdinov | C                  | $900 000    | [ 51 ]    | 2027      | 2025           | Minnesota Wild          |           |           |
| 93                                                                                            | Kanada    | Fraser Minten      | C/VF               | $787 500    | [ 52 ]    | 2027      | 2025           | Toronto Marlies         |           |           |
| --                                                                                            | Sverige   | Viktor Arvidsson   | HF/VF              | $4 000 000  | [ 53 ]    | 2026      | 2025           | Edmonton Oilers         |           |           |
| --                                                                                            | USA       | Dalton Bancroft    | HF                 | $950 000    | [ 54 ]    | 2026      | 2025           | Cornell Big Red         |           |           |
| --                                                                                            | Tjeckien  | Matěj Blümel       | VF/HF              | $875 000    | [ 55 ]    | 2026      | 2025           | Texas Stars             |           |           |
| --                                                                                            | Kanada    | Tanner Jeannot     | HF/VF              | $3 400 000  | [ 56 ]    | 2030      | 2025           | Los Angeles Kings       |           |           |
| --                                                                                            | USA       | Sean Kuraly        | C/VF               | $1 850 000  | [ 57 ]    | 2027      | 2025           | Columbus Blue Jackets   |           |           |
| --                                                                                            | Lettland  | Dans Ločmelis      | C                  | $860 000    | [ 58 ]    | 2028      | 2025           | UMass Minutemen         |           |           |
| --                                                                                            | USA       | Alex Steeves       | VF/HF              | $850 000    | [ 59 ]    | 2026      | 2025           | Toronto Marlies         |           |           |
| Positioner: C – HF – VF – YF \| C = Lagkapten; A = Assisterande lagkapten \| = Långtidsskadad |           |                    |                    |             |           |           |                |                         |           |           |

#### Spelargalleri

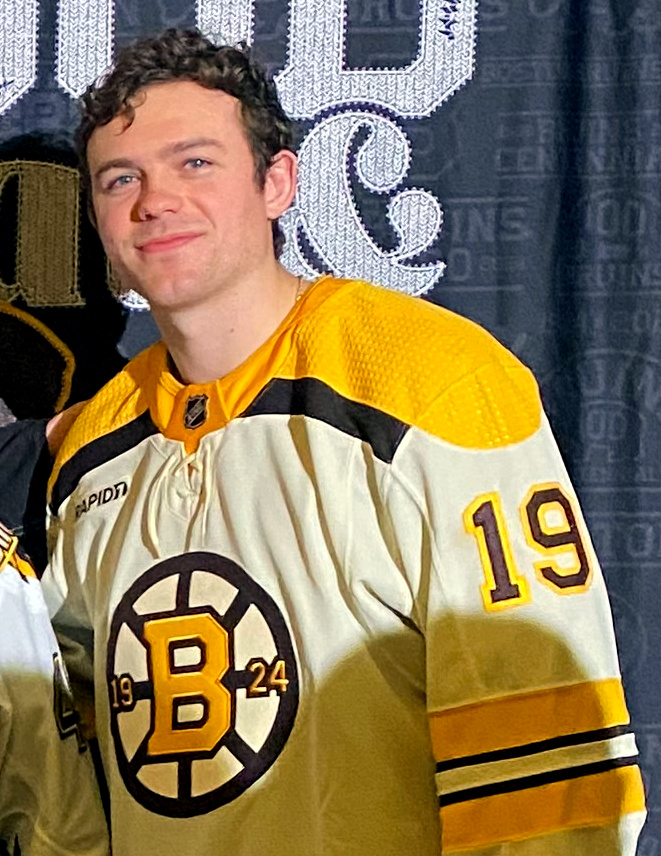
John Beecher
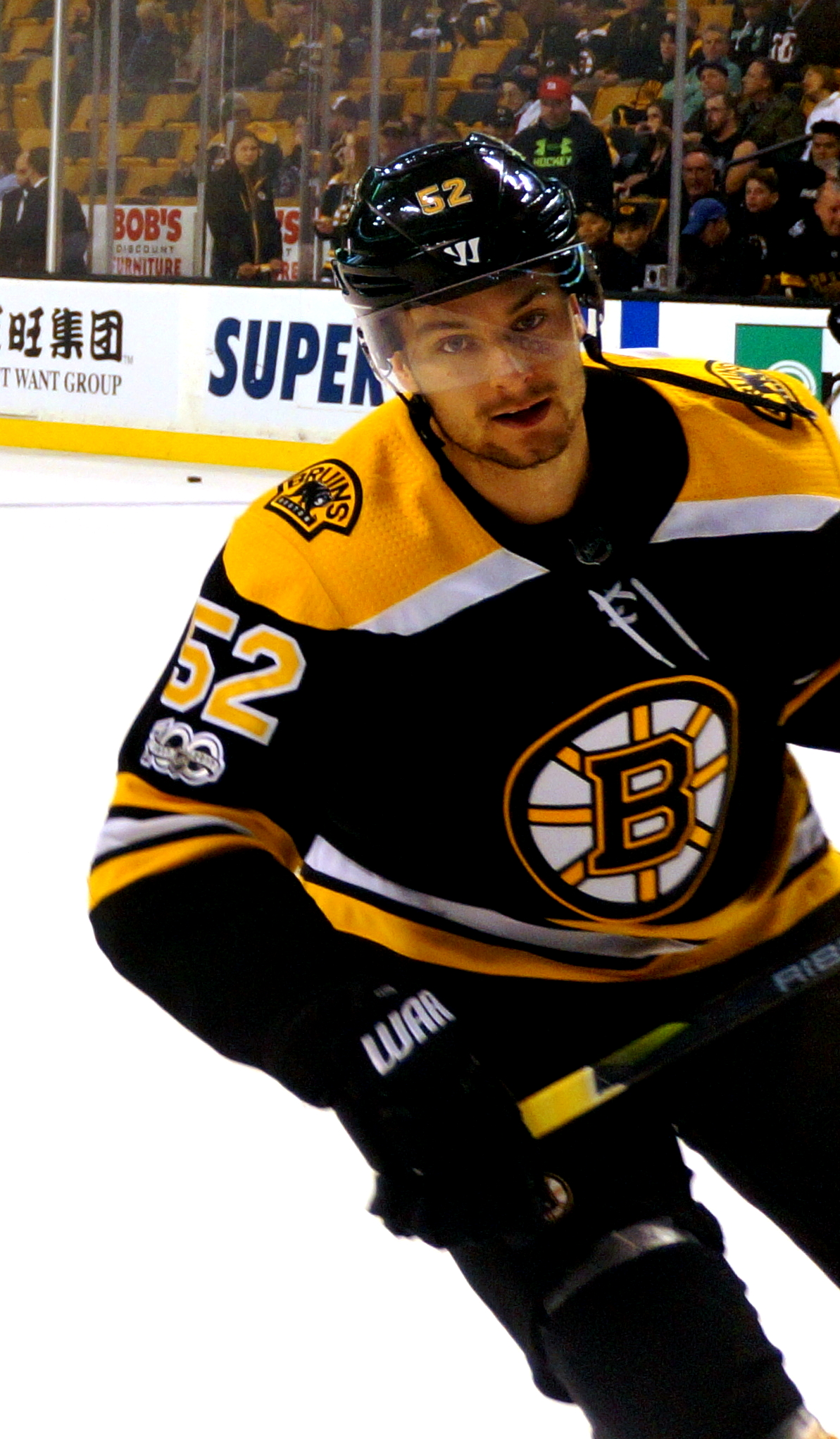
Sean Kuraly
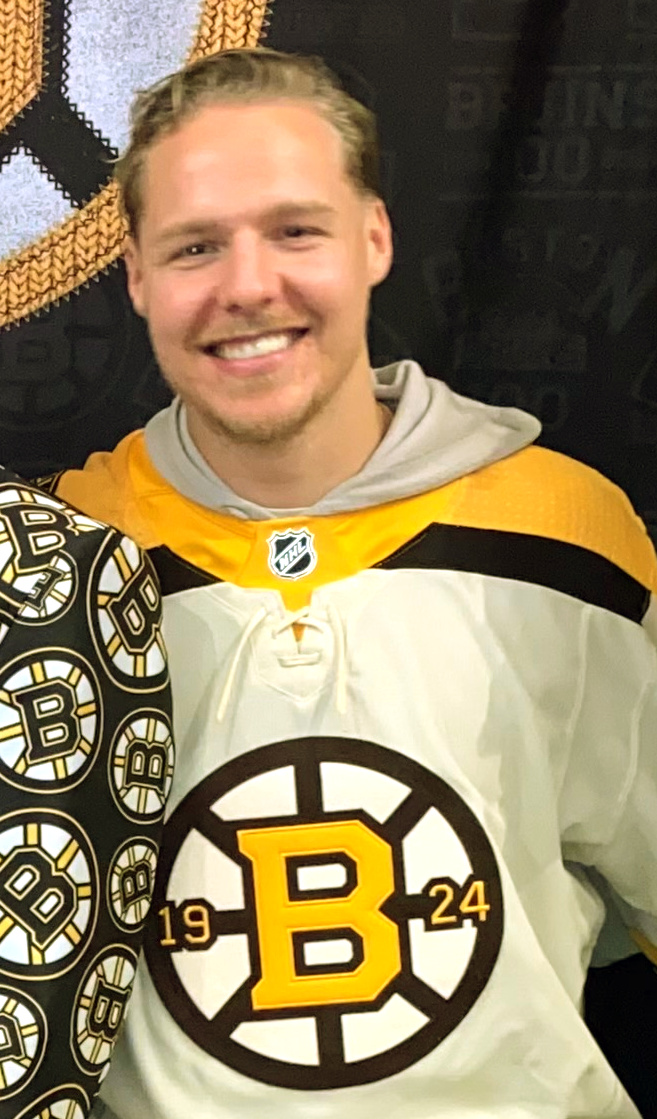
Hampus Lindholm
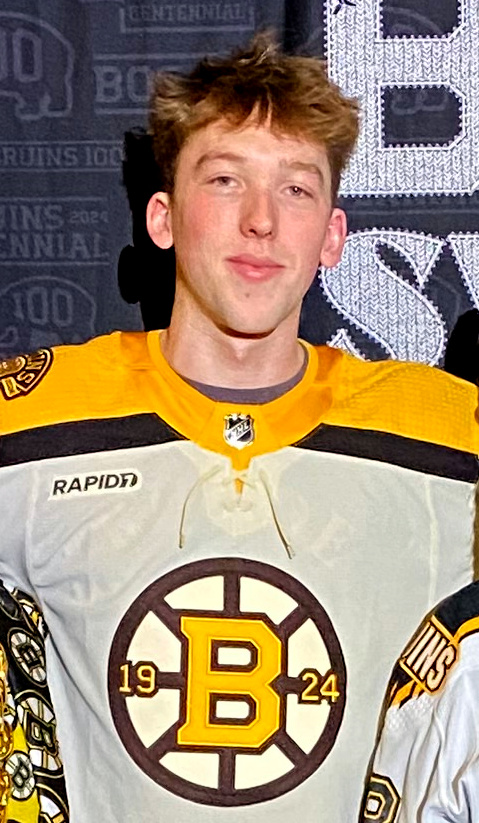
Mason Lohrei
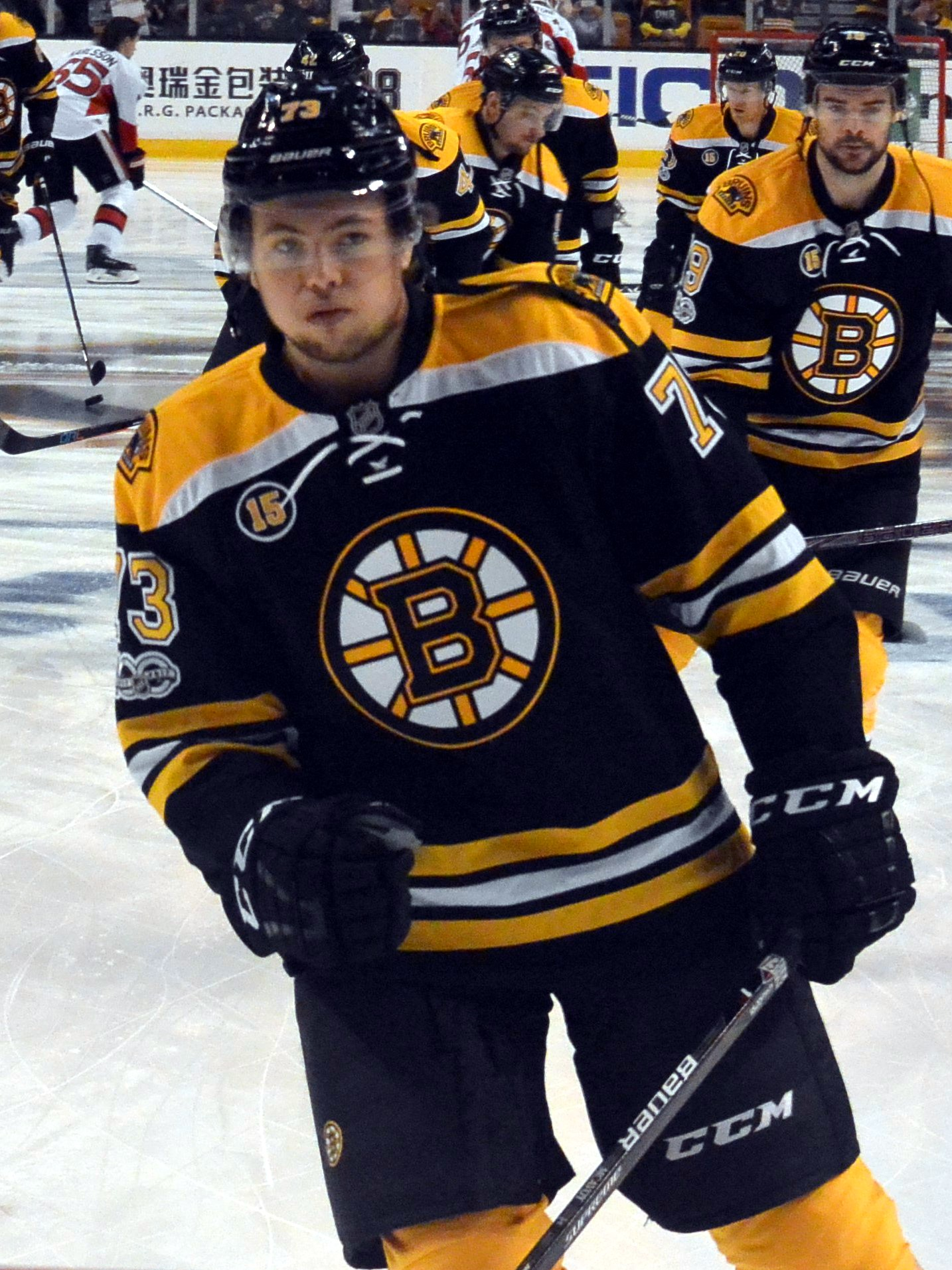
Charlie McAvoy
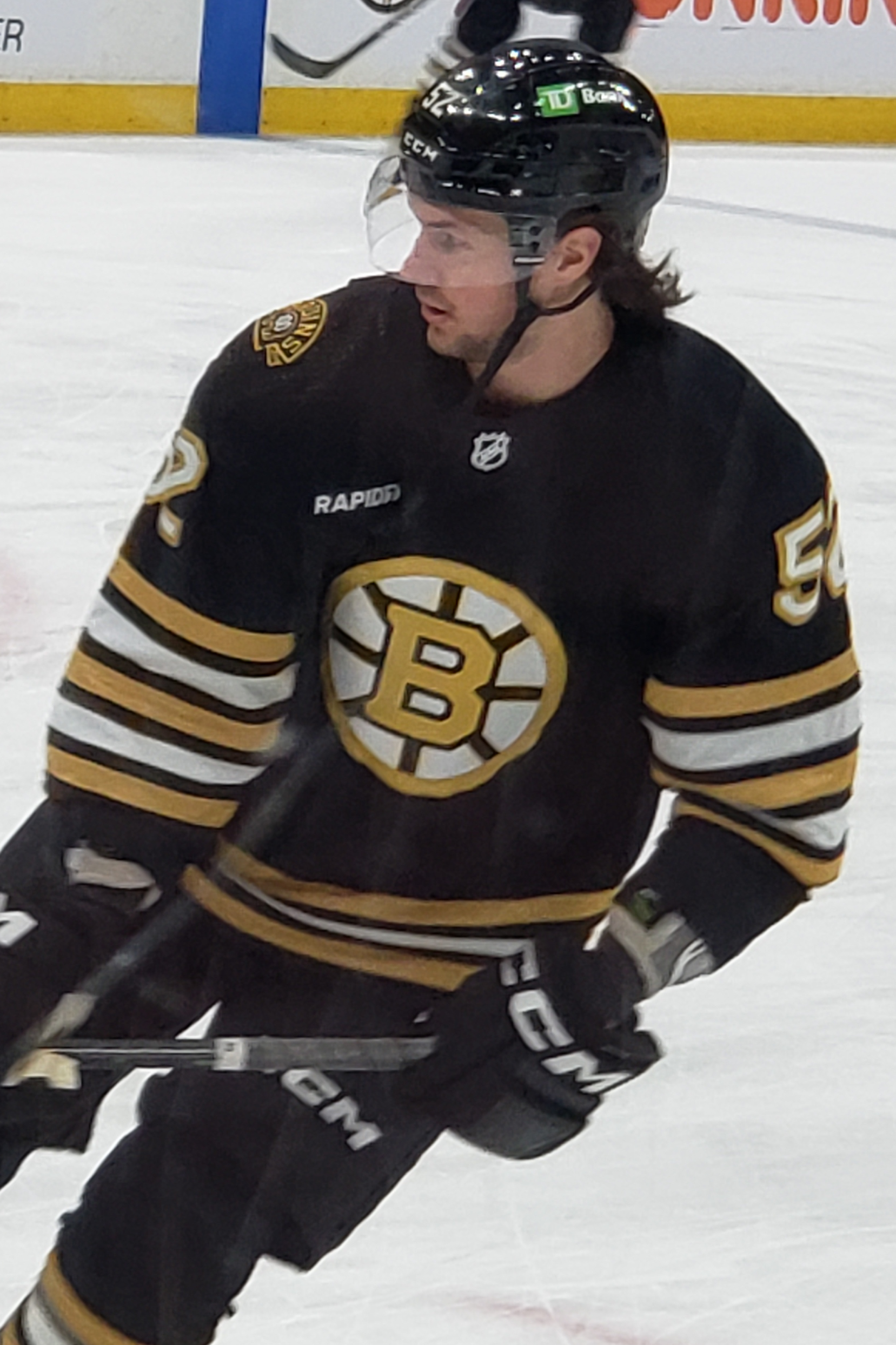
Andrew Peeke
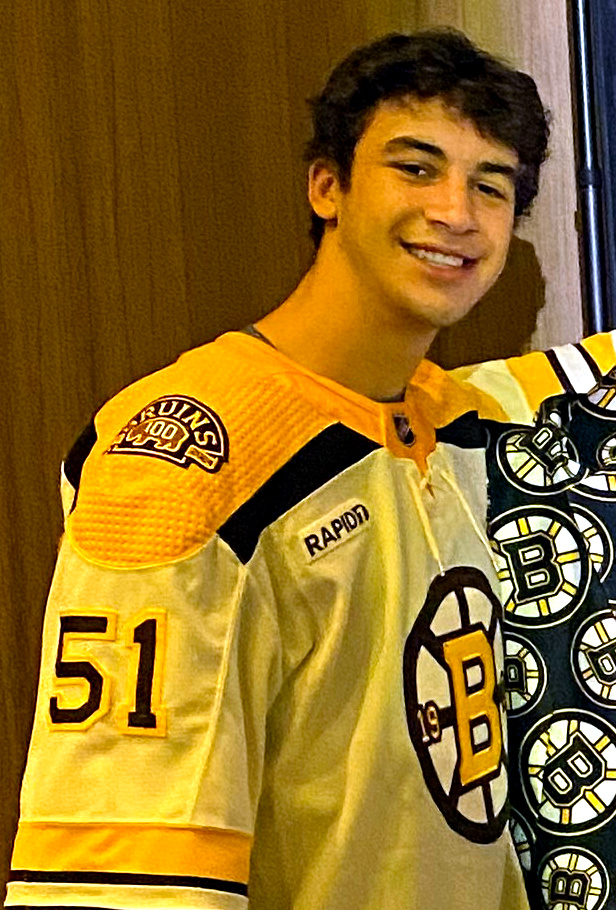
Matt Poitras
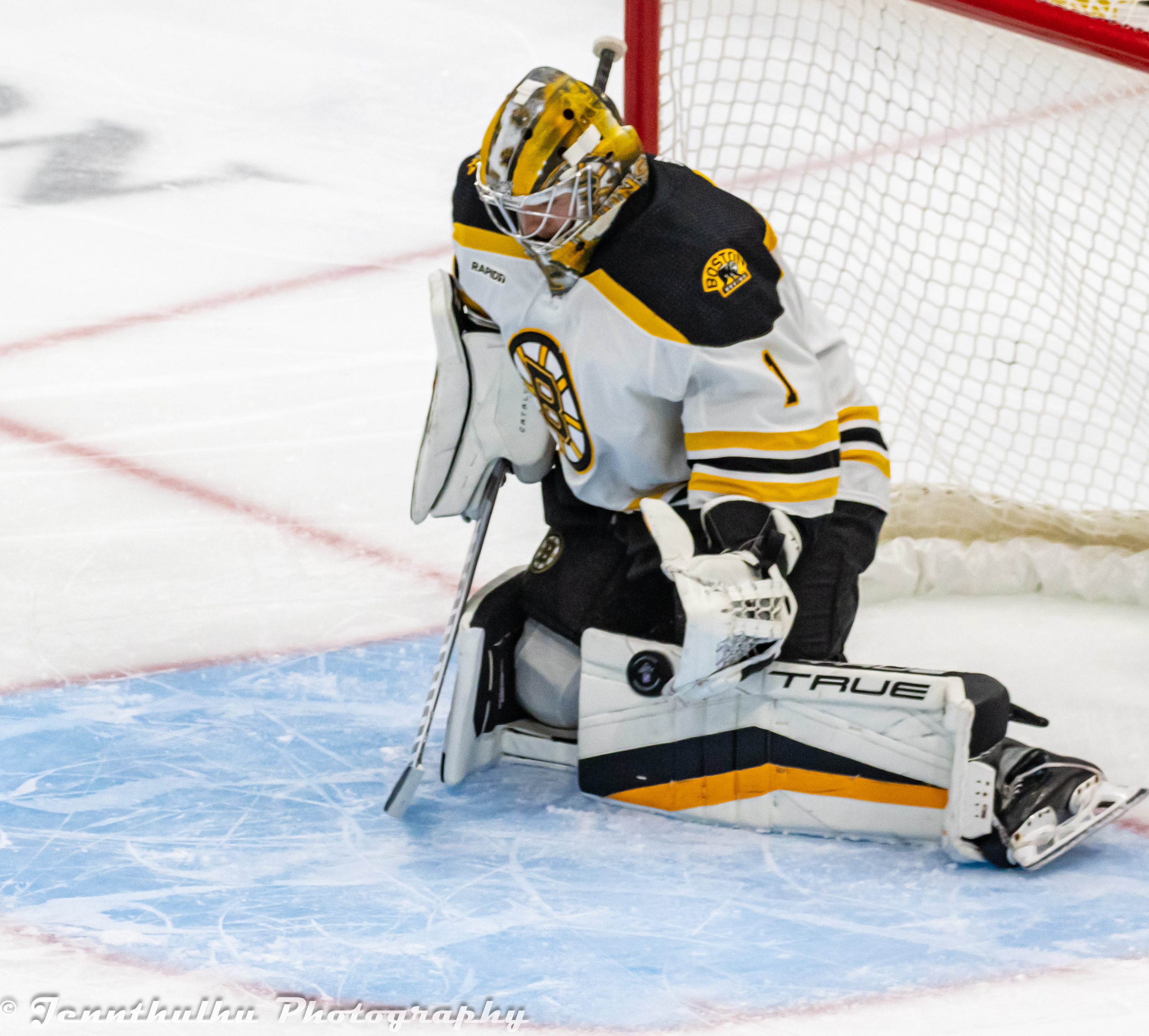
Jeremy Swayman

## Staben

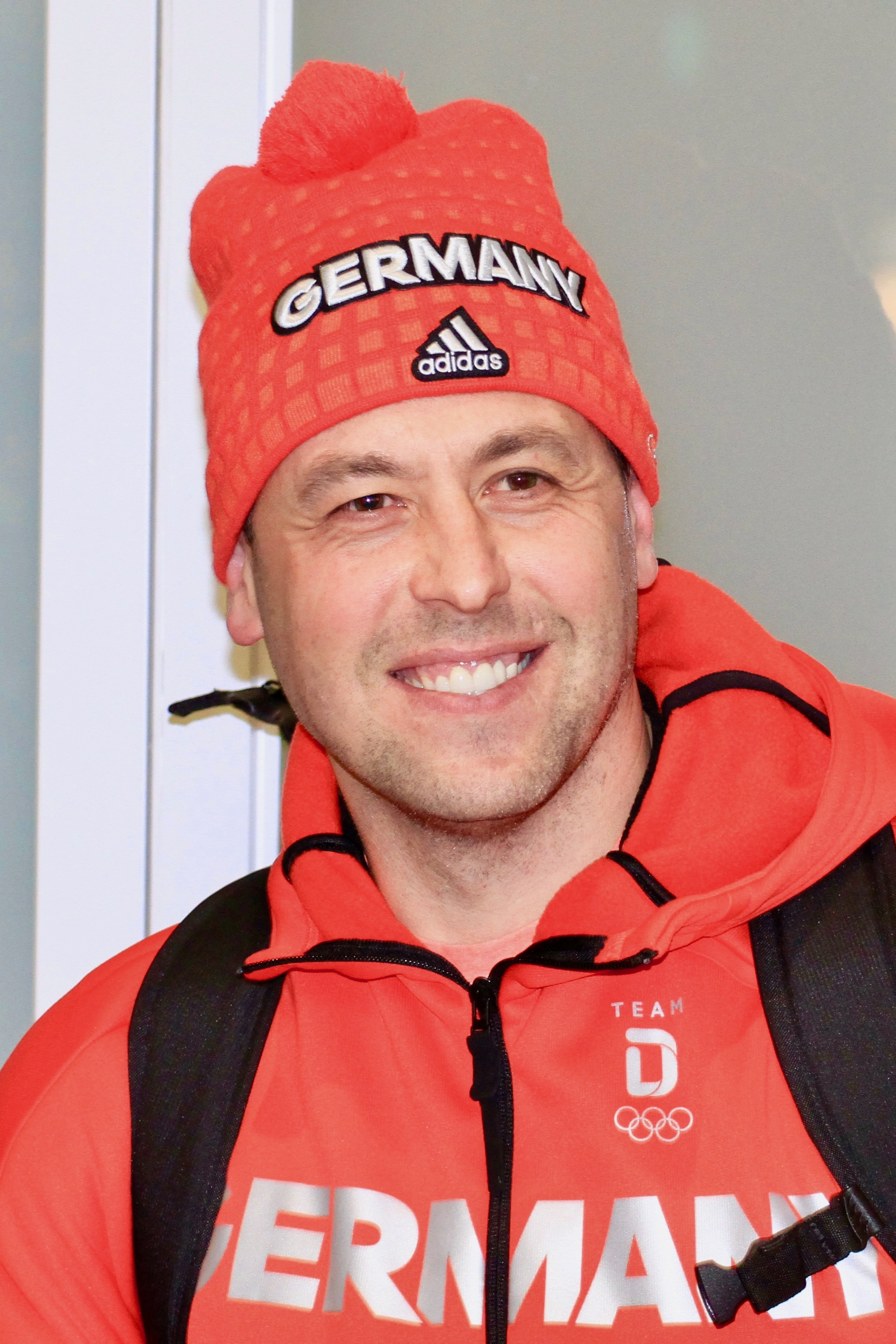
Marco Sturm, 2018.

Uppdaterat: 6 juni 2025.
| Yrkestitel                                     | Namn                |
| ---------------------------------------------- | ------------------- |
| General manager                                | Don Sweeney         |
| Chef för spelarutveckling och spelarpersonalen | Jamie Langenbrunner |
| Tränare                                        | Marco Sturm         |
| Assisterande tränare                           | Chris Kelly         |
|                                                | Jay Leach           |
| Målvaktstränare                                | Bob Essensa         |
| Skridsko- och tekniktränare                    | John McLean         |
| Skridsko- och teknikkonsulenter                | David Breen         |
|                                                | Tom Ford            |
| Videotränare                                   | Mathew Myers        |
| Assisterande videotränare                      | Dan Darrow          |
| Utvecklingstränare för spelare                 | Adam McQuaid        |
| Utvecklingstränare för målvakter               | Mike Dunham         |

## Utmärkelser

### Pensionerade nummer

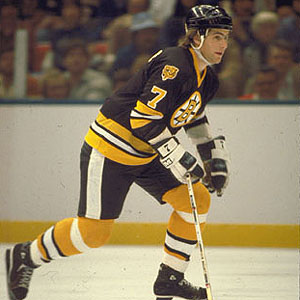
Ray Bourque.

Tio spelares nummer har blivit "pensionerade" av Bruins, det vill säga ingen annan spelare kommer någonsin att få använda samma nummer i laget. Ytterligare ett nummer har blivit pensionerat av själva ligan.
| - 2 – Eddie Shore 1926–1940 - 3 – Lionel Hitchman 1925–1934 - 4 – Bobby Orr 1966–1976 - 5 – Aubrey "Dit" Clapper 1927–1947 | - 7 – Phil Esposito 1967–1975 - 8 – Cam Neely 1986–1996 - 9 – Johnny Bucyk 1955–1978 - 15 – Milt Schmidt 1936–1955 | - 16 – Rick Middleton 1972–1985 - 24 – Terry O'Reilly 1972–1985 - 77 – Ray Bourque 1979–2000 - 99 – Wayne Gretzky (NHL) |

### Hall of Famers
Källa: 

#### Spelare
Spelare som har spelat i Bruins och blivit invalda i Hockey Hall of Fame.
| - Dit Clapper (Invald 1947) - Spelade i Bruins mellan 1927 och 1947. - Eddie Shore (Invald 1947) - Spelade i Bruins mellan 1926 och 1940. - Sprague Cleghorn (Invald 1948) - Spelade i Bruins mellan 1925 och 1928. - Mickey MacKay (Invald 1952) - Spelade i Bruins mellan 1928 och 1930. - Frank Fredrickson (Invald 1958) - Spelade i Bruins mellan 1926 och 1928. - Duke Keats (Invald 1958) - Spelade i Bruins 1926. - Cy Denneny (Invald 1959) - Spelade i Bruins mellan 1928 och 1929. - Tiny Thompson (Invald 1959) - Spelade i Bruins mellan 1928 och 1939. - Sylvio Mantha (Invald 1960) - Spelade i Bruins mellan 1937. - Milt Schmidt (Invald 1961) - Spelade i Bruins mellan 1936 och 1955. - Nels Stewart (Invald 1962) - Spelade i Bruins mellan 1933 och 1937. - Babe Siebert (Invald 1964) - Spelade i Bruins mellan 1933 och 1936. - Marty Barry (Invald 1965) - Spelade i Bruins mellan 1929 och 1935. - Frank Brimsek (Invald 1966) - Spelade i Bruins mellan 1938 och 1949. - Babe Pratt (Invald 1966) - Spelade i Bruins mellan 1946 och 1947. - Harry Oliver (Invald 1967) - Spelade i Bruins mellan 1926 och 1934. - Bill Cowley (Invald 1968) - Spelade i Bruins mellan 1935 och 1947. | - Tom Johnson (Invald 1970) - Spelade i Bruins mellan 1963 och 1965. - Busher Jackson (Invald 1971) - Spelade i Bruins mellan 1941 och 1944. - Terry Sawchuk (Invald 1971) - Spelade i Bruins mellan 1955 och 1957. - Cooney Weiland (Invald 1971) - Spelade i Bruins mellan 1928 och 1932 och 1935 till 1939. - Hooley Smith (Invald 1972) - Spelade i Bruins mellan 1936 och 1937. - Billy Burch (Invald 1974) - Spelade i Bruins mellan 1932 och 1933. - Bill Quackenbush (Invald 1976) - Spelade i Bruins mellan 1949 och 1956. - Jacques Plante (Invald 1978) - Spelade i Bruins 1978. - Bobby Orr (Invald 1979) - Spelade i Bruins mellan 1966 och 1976. - Harry Lumley (Invald 1980) - Spelade i Bruins mellan 1957 och 1960. - Johnny Bucyk (Invald 1981) - Spelade i Bruins mellan 1957 och 1978. - Allan Stanley (Invald 1981) - Spelade i Bruins mellan 1956 och 1958. - Phil Esposito (Invald 1984) - Spelade i Bruins mellan 1967 och 1976. - Bernie Parent (Invald 1984) - Spelade i Bruins mellan 1965 och 1967. - Gerry Cheevers (Invald 1985) - Spelade i Bruins mellan 1965 och 1980. - Jean Ratelle (Invald 1985) - Spelade i Bruins mellan 1975 och 1981. - Leo Boivin (Invald 1986) - Spelade i Bruins mellan 1954 och 1966. | - Brad Park (Invald 1988) - Spelade i Bruins mellan 1975 och 1983. - Fernie Flaman (Invald 1990) - Spelade i Bruins mellan 1944 och 1950 och 1954 till 1961. - Woody Dumart (Invald 1992) - Spelade i Bruins mellan 1935 och 1954. - Guy Lapointe (Invald 1993) - Spelade i Bruins mellan 1983 och 1984. - Bun Cook (Invald 1995) - Spelade i Bruins mellan 1936 och 1937. - Bobby Bauer (Invald 1996) - Spelade i Bruins mellan 1935 och 1952. - Roy Conacher (Invald 1998) - Spelade i Bruins mellan 1938 och 1945. - Joe Mullen (Invald 2000) - Spelade i Bruins mellan 1995 och 1996. - Ray Bourque (Invald 2004) - Spelade i Bruins mellan 1979 och 2000. - Paul Coffey (Invald 2004) - Spelade i Bruins mellan 2000 och 2001. - Cam Neely (Invald 2005) - Spelade i Bruins mellan 1986 och 1996. - Brian Leetch (Invald 2009) - Spelade i Bruins 2006. - Adam Oates (Invald 2012) - Spelade i Bruins mellan 1992 och 1997. - Rogie Vachon (Invald 2016) - Spelade i Bruins mellan 1980 och 1982. - Dave Andreychuk (Invald 2017) - Spelade i Bruins mellan 1999 och 2000. - Mark Recchi (Invald 2017) - Spelade i Bruins mellan 2009 och 2011. - Jarome Iginla (Invald 2020) - Spelade i Bruins mellan 2013 och 2014. |

#### Ledare
Ledare som har varit involverade i Bruins och blivit invalda i Hockey Hall of Fame.
| - Art Ross (Invald 1945) - Var involverad som både tränare och general manager i Bruins mellan 1924 och 1954. - Frank Patrick (Invald 1958) - Var tränare för Bruins mellan 1934 och 1936. - Charles Adams (Invald 1960) - Var ägare (1924–1925) och president (1924–1936) för Bruins. | - Walter A. Brown (Invald 1962) - Var president för Bruins mellan 1951 och 1964. - Weston Adams, Sr. (Invald 1972) - Var direktör och president för Bruins mellan 1936 och 1951. - Harry Sinden (Invald 1983) - Har varit på många olika positioner i Bruins organisation sen 1966. | - Pat Burns (Invald 2014) - Var tränare för Bruins mellan 1997 och 2000. - Jeremy Jacobs (Invald 2017) - Har varit ägare av Bruins sedan 1975. - Willie O'Ree (Invald 2018) - Spelade för Bruins 1958 och mellan 1960 och 1961. |

## General managers
Källa: 
| - Art Ross, 1924–19541 - Lynn Patrick, 1954–1965 - Hap Emms, 1965–1967 | - Milt Schmidt, 1967–19731 - Harry Sinden, 1972–20001 - Mike O'Connell, 2001–2006 | - Jeff Gorton, 2006 - Peter Chiarelli, 2006–20151 - Don Sweeney, 2015– |

## Tränare
Källa: 
| - Art Ross, 1925–19451 - Frank Patrick, 1935–1936 - Cooney Weiland, 1940–19411 - Dit Clapper, 1946–1949 - Georges Boucher, 1950 - Lynn Patrick, 1951–1955 - Milt Schmidt, 1955–1966 - Phil Watson, 1962–1963 - Harry Sinden, 1967–19851 - Tom Johnson, 1971–19731 - Bep Guidolin, 1973–1974 - Don Cherry, 1975–1979 - Fred Creighton, 1980 - Gerry Cheevers, 1981–1985 | - Butch Goring, 1986–1987 - Terry O'Reilly, 1987–1989 - Mike Milbury, 1990–1991 - Rick Bowness, 1992 - Brian Sutter, 1993–1995 - Steve Kasper, 1996–1997 - Pat Burns, 1998–2001 - Mike Keenan, 2001 - Robbie Ftorek, 2002–2003 - Mike O'Connell, 2003 - Mike Sullivan, 2004–2006 - Dave Lewis, 2007 - Claude Julien, 2008–20171 - Bruce Cassidy, 2017–2022 | - Jim Montgomery, 2022–2024 - Joe Sacco, 2024–2025 - Marco Sturm, 2025– |

## Lagkaptener
Källa: 
| - Sprague Cleghorn, 1925–1928 - Lionel Hitchman, 1928–19311 - George Owen, 1931–1932 - Dit Clapper, 1932–1933 - Marty Barry, 1933–1934 - Nels Stewart, 1934–1935 - Eddie Shore, 1935–1936 - Red Beattie, 1936–1937 - Cooney Weiland, 1937–19391 - Dit Clapper, 1939–19441 - Bill Cowley, 1944–1945 - Jack Crawford, 1945–1946 | - Bobby Bauer, 1946–1947 - Milt Schmidt, 1947–1948 - Jack Crawford, 1948–1950 - Milt Schmidt, 1950–1955 - Milt Schmidt & Ed Sandford, 1954–1955 - Fernie Flaman, 1955–1961 - Don McKenney, 1961–1963 - Leo Boivin, 1963–1966 - Johnny Bucyk, 1966–1967 - Ingen kapten var utsedd, 1967–1973 - Johnny Bucyk, 1973–1977 - Wayne Cashman, 1977–1983 | - Terry O'Reilly, 1983–1985 - Ray Bourque & Rick Middleton, 1985–1988 - Ray Bourque, 1988–2000 - Jason Allison, 2000–2001 - Ingen kapten var utsedd, 2001–2002 - Joe Thornton, 2002–2005 - Ingen kapten var utsedd, 2005–2006 - Zdeno Chára, 2006–20201 - Patrice Bergeron, 2021–2023 - Brad Marchand, 2023–2025 |

1 Vann Stanley Cup med Bruins.

## Statistik
Uppdaterat: 13 september 2016 | * = Fortfarande aktiv i Bruins. | ** = Fortfarande aktiv i NHL.

### Grundserie
| Spelare           | Pos | Antal |
| ----------------- | --- | ----- |
| Ray Bourque       | B   | 1518  |
| Johnny Bucyk      | VF  | 1436  |
| Don Sweeney       | B   | 1052  |
| Wayne Cashman     | VF  | 1027  |
| Terry O'Reilly    | HF  | 891   |
| Rick Middleton    | HF  | 881   |
| Don Marcotte      | VF  | 868   |
| Dallas Smith      | B   | 861   |
| Dit Clapper       | HF  | 833   |
| Patrice Bergeron* | C   | 820   |

| Spelare           | Pos | Antal |
| ----------------- | --- | ----- |
| Johnny Bucyk      | VF  | 545   |
| Phil Esposito     | C   | 459   |
| Rick Middleton    | HF  | 402   |
| Ray Bourque       | B   | 395   |
| Cam Neely         | HF  | 344   |
| Ken Hodge         | HF  | 289   |
| Wayne Cashman     | VF  | 277   |
| Bobby Orr         | B   | 264   |
| Peter McNab       | C   | 263   |
| Patrice Bergeron* | C   | 238   |

| Spelare           | Pos | Antal |
| ----------------- | --- | ----- |
| Ray Bourque       | B   | 1111  |
| Johnny Bucyk      | VF  | 794   |
| Bobby Orr         | B   | 624   |
| Phil Esposito     | C   | 553   |
| Wayne Cashman     | VF  | 516   |
| Rick Middleton    | HF  | 496   |
| Terry O'Reilly    | HF  | 402   |
| Ken Hodge         | HF  | 385   |
| Patrice Bergeron* | C   | 380   |
| Adam Oates        | C   | 357   |

| Spelare           | Pos | Antal |
| ----------------- | --- | ----- |
| Ray Bourque       | B   | 1506  |
| Johnny Bucyk      | VF  | 1339  |
| Phil Esposito     | C   | 1012  |
| Rick Middleton    | HF  | 898   |
| Bobby Orr         | B   | 888   |
| Wayne Cashman     | VF  | 793   |
| Ken Hodge         | HF  | 674   |
| Patrice Bergeron* | C   | 618   |
| Terry O'Reilly    | HF  | 606   |
| Cam Neely         | HF  | 590   |

| Spelare        | Pos | Antal |
| -------------- | --- | ----- |
| Terry O'Reilly | HF  | 2095  |
| Mike Milbury   | B   | 1552  |
| Keith Crowder  | HF  | 1261  |
| Ray Bourque    | B   | 1087  |
| Wayne Cashman  | VF  | 1041  |
| Eddie Shore    | B   | 1038  |
| Ted Green      | B   | 1029  |
| Fernie Flaman  | B   | 1002  |
| Lyndon Byers   | HF  | 959   |
| Bobby Orr      | B   | 936   |

### Slutspel
| Spelare        | Pos | Antal |
| -------------- | --- | ----- |
| Ray Bourque    | B   | 180   |
| Wayne Cashman  | VF  | 145   |
| Don Marcotte   | VF  | 132   |
| Rick Middleton | HF  | 111   |
| Johnny Bucyk   | VF  | 109   |
| Terry O'Reilly | HF  | 108   |
| Glen Wesley    | B   | 105   |
| Don Sweeney    | B   | 103   |
| Milan Lucic**  | VF  | 96    |
| Zdeno Chára*   | B   | 96    |

| Spelare        | Pos | Antal |
| -------------- | --- | ----- |
| Cam Neely      | HF  | 55    |
| Phil Esposito  | C   | 46    |
| Rick Middleton | HF  | 45    |
| Johnny Bucyk   | VF  | 40    |
| Peter McNab    | C   | 38    |
| Ray Bourque    | B   | 36    |
| Ken Hodge      | HF  | 34    |
| Don Marcotte   | VF  | 34    |
| Wayne Cashman  | VF  | 31    |
| David Krejčí*  | C   | 29    |

| Spelare        | Pos | Antal |
| -------------- | --- | ----- |
| Ray Bourque    | B   | 125   |
| Bobby Orr      | B   | 66    |
| Johnny Bucyk   | VF  | 60    |
| Wayne Cashman  | VF  | 57    |
| Phil Esposito  | C   | 56    |
| Craig Janney   | C   | 56    |
| Rick Middleton | HF  | 55    |
| Brad Park      | B   | 55    |
| David Krejčí*  | C   | 48    |
| Ken Hodge      | HF  | 47    |

| Spelare        | Pos | Antal |
| -------------- | --- | ----- |
| Ray Bourque    | B   | 161   |
| Phil Esposito  | C   | 102   |
| Rick Middleton | HF  | 100   |
| Johnny Bucyk   | VF  | 100   |
| Bobby Orr      | B   | 92    |
| Wayne Cashman  | VF  | 88    |
| Cam Neely      | HF  | 87    |
| Ken Hodge      | HF  | 81    |
| Brad Park      | B   | 78    |
| David Krejčí*  | C   | 77    |

| Spelare         | Pos | Antal |
| --------------- | --- | ----- |
| Terry O'Reilly  | HF  | 335   |
| Wayne Cashman   | VF  | 250   |
| Mike Milbury    | B   | 219   |
| Keith Crowder   | HF  | 209   |
| Derek Sanderson | C   | 187   |
| Bob Sweeney     | C   | 185   |
| Eddie Shore     | B   | 179   |
| Cam Neely       | HF  | 160   |
| Milan Lucic**   | VF  | 155   |
| Ray Bourque     | B   | 151   |

## Svenska spelare
Uppdaterat: 13 september 2016
| Målvakter       | Målvakter  | Målvakter | Målvakter | Målvakter | Målvakter | Målvakter  | Målvakter | Målvakter | Målvakter | Målvakter | Målvakter | Målvakter | Målvakter  | Målvakter | Målvakter | Målvakter | Målvakter | Målvakter   |
| Spelare         | Tröjnummer | Från      | Till      | Matcher¹  | Vinster¹  | Förluster¹ | Övertid¹  | GAA¹      | SVS%¹     | Nollor¹   | Matcher²  | Vinster²  | Förluster² | Övertid²  | GAA²      | SVS%²     | Nollor²   | Stanley Cup |
| --------------- | ---------- | --------- | --------- | --------- | --------- | ---------- | --------- | --------- | --------- | --------- | --------- | --------- | ---------- | --------- | --------- | --------- | --------- | ----------- |
| Linus Ullmark   | 35         | 2021      | 2024      | 130       | 88        | 26         | 10        | 2,30      | .923      | 5         | 10        | 3         | 6          | 0         | 3,59      | .887      | 0         | 0-->        |
| Niklas Svedberg | 35         | 2013      | 2015      | 19        | 8         | 5          | 1         | 2,31      | .920      | 0         | 0         | 0         | 0          | -         | 0,00      | .000      | 0         | 0-->        |

| Utespelare               | Utespelare | Utespelare | Utespelare | Utespelare | Utespelare | Utespelare | Utespelare | Utespelare | Utespelare | Utespelare | Utespelare | Utespelare | Utespelare | Utespelare | Utespelare | Utespelare  |   |
| Spelare                  | Pos        | Tröjnummer | K/A        | Från       | Till       | Matcher¹   | Mål¹       | Assists¹   | Poäng¹     | PIM¹       | Matcher²   | Mål²       | Assists¹   | Poäng²     | PIM²       | Stanley Cup |   |
| ------------------------ | ---------- | ---------- | ---------- | ---------- | ---------- | ---------- | ---------- | ---------- | ---------- | ---------- | ---------- | ---------- | ---------- | ---------- | ---------- | ----------- | - |
| Mats Thelin              | B          | 27         |            | 1984       | 1987       | 163        | 8          | 19         | 27         | 176        | 5          | 0          | 0          | 0          | 6          | 0           |   |
| Michael Thelvén          | B          | 22         |            | 1985       | 1990       | 207        | 20         | 80         | 100        | 217        | 34         | 4          | 10         | 14         | 34         | 0           |   |
| Thomas Gradin            | C          | 10         |            | 1986       | 1987       | 64         | 12         | 31         | 43         | 18         | 4          | 0          | 4          | 4          | 0          | 0           |   |
| Tommy Lehmann            | C          | 20         |            | 1987       | 1989       | 35         | 5          | 5          | 10         | 16         | 0          | 0          | 0          | 0          | 0          | 0           |   |
| Mats Näslund             | VF         | 26         |            | 1994       | 1995       | 34         | 8          | 14         | 22         | 4          | 5          | 1          | 0          | 1          | 0          | 0           |   |
| Mattias Timander         | B          | 47, 37     |            | 1996       | 2000       | 146        | 2          | 23         | 25         | 52         | 4          | 1          | 1          | 2          | 2          | 0           |   |
| Per-Johan Axelsson       | VF         | 11         | A          | 1997       | 2009       | 797        | 103        | 184        | 287        | 276        | 54         | 4          | 3          | 7          | 24         | 0           |   |
| Peter Nordström          | VF         | 56         |            | 1998       | 1999       | 2          | 0          | 0          | 0          | 0          | 0          | 0          | 0          | 0          | 0          | 0           |   |
| Samuel Påhlsson          | C          | 27         |            | 2000       | 2000       | 17         | 1          | 1          | 2          | 6          | 0          | 0          | 0          | 0          | 0          | 0           |   |
| Peter Popovic            | B          | 23         |            | 2000       | 2001       | 60         | 1          | 6          | 7          | 48         | 0          | 0          | 0          | 0          | 0          | 0           |   |
| Martin Samuelsson        | VF         | 43         |            | 2002       | 2004       | 14         | 0          | 1          | 1          | 2          | 0          | 0          | 0          | 0          | 0          | 0           |   |
| Michael Nylander         | C          | 92         |            | 2004       | 2004       | 15         | 1          | 11         | 12         | 14         | 6          | 3          | 3          | 6          | 0          | 0           |   |
| Loui Eriksson            | VF         | 21         |            | 2013       | 2016       | 222        | 62         | 85         | 147        | 32         | 12         | 2          | 3          | 5          | 4          | 0           |   |
| Carl Söderberg           | C          | 34         |            | 2013       | 2015       | 161        | 29         | 65         | 94         | 68         | 14         | 1          | 5          | 6          | 2          | 0           |   |
| Jakob Forsbacka Karlsson | C          | 23         |            | 2016       | 2019       | 29         | 3          | 6          | 9          | 2          | 0          | 0          | 0          | 0          | 0          | 0           |   |
| Anton Blidh              | VF         | 81         |            | 2016       | 2022       | 70         | 4          | 8          | 12         | 41         | 0          | 0          | 0          | 0          | 0          | 0           |   |
| Pär Lindholm             | C          | 26         |            | 2019       | 2021       | 41         | 3          | 3          | 6          | 4          | 6          | 0          | 0          | 0          | 2          | 0           |   |
| Joakim Nordström         | C          | 20         |            | 2018       | 2020       | 118        | 11         | 8          | 19         | 30         | 36         | 3          | 7          | 10         | 6          | 0           |   |
| Marcus Johansson         | VF         | 90         |            | 2018       | 2019       | 10         | 1          | 2          | 3          | 0          | 22         | 4          | 7          | 11         | 0          | 0           |   |
| Hampus Lindholm          | B          | 27         |            | 2021       |            |            |            |            |            |            |            |            |            |            |            |             |   |
| Elias Lindholm           | C          | 28         |            | 2024       |            |            |            |            |            |            |            |            |            |            |            |             |   |
| Jesper Frödén            | HF         | 38         |            | 2021       | 2022       | 7          | 1          | 0          | 1          | 2          | 0          | 0          | 0          | 0          | 0          | 0           |   |
| Oskar Steen              | C          | 62         |            | 2020       | 2024       | 60         | 4          | 4          | 8          | 12         | 0          | 0          | 0          | 0          | 0          | 0           | 0 |
| Jesper Boqvist           | C          | 70         |            | 2023       | 2024       | 47         | 6          | 8          | 14         | 8          | 8          | 0          | 1          | 1          | 0          | 0           |   |

¹ = Grundserie
² = Slutspel
Övertid = Vunnit matcher som har gått till övertid. | GAA = Insläppta mål i genomsnitt | SVS% = Räddningsprocent | Nollor = Hållit nollan det vill säga att motståndarlaget har ej lyckats göra mål på målvakten under en match. | K/A = Om spelare har varit lagkapten och/eller assisterande lagkapten | PIM = Utvisningsminuter

## Första draftval
| - 1963: Orest Romashyna (Spelade aldrig i NHL.) (, VF) Vald som nummer tre. - 1964: Alex Campbell (Spelade aldrig i NHL.) (, HF) Vald som nummer två. - 1965: Joseph Bailey (Spelade aldrig i NHL.) (, F) Vald som nummer fyra. - 1966: Barry Gibbs (Bruins, North Stars, Flames, Blues, Kings) (1967–1980, B) Vald som nummer ett. - 1967: Meehan Bonnar (Spelade aldrig i NHL.) (, HF) Vald som nummer tio. - 1968: Danny Schock (Bruins, Flyers) (1970–1971, VF) Vald som nummer tolv. - 1969: Don Tannahill (Canucks) (1972–1974, F) Vald som nummer tre. - 1969: Frank Spring (Bruins, Blues, Seals, Barons) (1969–1970, 1973–1977, HF) Vald som nummer fyra. - 1969: Ivan Boldirev (Bruins, Golden Seals, Black Hawks, Flames, Canucks, Red Wings) (1970–1985, C) Vald som nummer elva. - 1970: Reggie Leach (Bruins, Golden Seals, Flyers, Red Wings) (1970–1983, HF) Vald som nummer tre. - 1970: Rick MacLeish (Flyers, Whalers, Penguins, Red Wings) (1970–1984, VF) Vald som nummer fyra. - 1970: Ron Plumb (Whalers) (1979–1980, B) Vald som nummer nio. - 1970: Bob Stewart (Bruins, Golden Seals, Barons, Blues, Penguins) (1971–1979, B) Vald som nummer tretton. - 1971: Ron Jones (Bruins, Penguins, Capitals) (1971–1976, B) Vald som nummer sex. - 1971: Terry O'Reilly (Bruins) (1971–1985, HF) Vald som nummer 14. - 1972: Mike Bloom (Capitals, Red Wings) (1974–1977, VF) Vald som nummer 16. - 1973: André Savard (Bruins, Sabres, Nordiques) (1973–1985, C) Vald som nummer sex. - 1974: Don Larway (Spelade aldrig i NHL.) (, HF) Vald som nummer 18. - 1975: Doug Halward (Bruins, Kings, Canucks, Red Wings, Oilers) (1975–1989, C) Vald som nummer 14. - 1976: Clayton Pachal (Bruins, Rockies) (1976–1979, C) Vald som nummer 16. - 1977: Dwight Foster (Bruins, Rockies, Red Wings) (1977–1987, F) Vald som nummer 16. - 1978: Al Secord (Bruins, Black Hawks, Maple Leafs, Flyers, Blackhawks) (1978–1990, VF) Vald som nummer 16. - 1979: Ray Bourque (Bruins, Avalanche) (1979–2001, B) Vald som nummer åtta. - 1979: Brad McCrimmon (Bruins, Flyers, Flames, Red Wings, Whalers, Coyotes) (1979–1997, B) Vald som nummer 15. | - 1980: Barry Pederson (Bruins, Canucks, Penguins, Whalers) (1980–1992, C) Vald som nummer 18. - 1981: Normand Leveille (Bruins) (1981–1983, F) Vald som nummer 14. - 1982: Gord Kluzak (Bruins) (1982–1991, B) Vald som nummer ett. - 1983: Nevin Markwart (Bruins, Flames) (1983–1992, F) Vald som nummer 21. - 1984: Dave Pasin (Bruins, Kings) (1985–1986, 1988–1989 C) Vald som nummer 19. - 1985: Bruins saknade val i förstarundan. - 1986: Craig Janney (Bruins, Blues, Sharks, Jets, Coyotes, Lightning, Islanders) (1987–1999, C) Vald som nummer 13. - 1987: Glen Wesley (Bruins, Whalers, Hurricanes, Maple Leafs) (1987–2008, B) Vald som nummer tre. - 1987: Stéphane Quintal (Bruins, Blues, Jets, Canadiens, Rangers, Blackhawks) (1988–2004, B) Vald som nummer 14. - 1988: Robert Cimetta (Bruins, Maple Leafs) (1988–1992, VF) Vald som nummer 18. - 1989: Shayne Stevenson (Bruins, Lightning) (1990–1993, C) Vald som nummer 17. - 1990: Bryan Smolinski (Bruins, Penguins, Islanders, Kings, Senators, Blackhawks, Canucks, Canadiens) (1992–2008, C) Vald som nummer 21. - 1991: Glen Murray (Bruins, Penguins, Kings) (1991–2008, HF) Vald som nummer 18. - 1992: Dmitrij Kvartalnov (Bruins) (1992–1994, HF) Vald som nummer 16. - 1993: Kevyn Adams (Maple Leafs, Blue Jackets, Panthers, Hurricanes, Coyotes, Blackhawks) (1997–2008, C) Vald som nummer 25. - 1994: Jevgenij Rjabtjikov (Spelade aldrig i NHL.) (, MV) Vald som nummer 21. - 1995: Kyle McLaren (Bruins, Sharks) (1995–2008, B) Vald som nummer 9. - 1995: Sean Brown (Oilers, Bruins, Devils, Canucks) (1996–2006, B) Vald som nummer 21. - 1996: Jonathan Aitken (Bruins, Blackhawks) (1999–2000, 2003–2004, B) Vald som nummer åtta. - 1997: Joe Thornton (Bruins, Sharks) (1997–, C) Vald som nummer ett. - 1997: Sergej Samsonov (Bruins, Oilers, Canadiens, Blackhawks, Hurricanes, Panthers) (1997–2011, VF) Vald som nummer åtta. - 1998: Bruins saknade val i förstarundan. - 1999: Nick Boynton (Bruins, Coyotes, Panthers, Ducks, Blackhawks, Flyers) (1999–2011, B) Vald som nummer 21. - 2000: Lars Jonsson (Flyers) (2006–2007, B) Vald som nummer 7. - 2000: Martin Samuelsson (Bruins) (2002–2004, HF) Vald som nummer 27. | - 2001: Shaone Morrisonn (Bruins, Capitals, Sabres) (2002–2011, B) Vald som nummer 19. - 2002: Hannu Toivonen (Bruins, Blues) (2005–2008, MV) Vald som nummer 29. - 2003: Mark Stuart (Bruins, Thrashers, Jets) (2005–, B) Vald som nummer 21. - 2004: Bruins saknade val i förstarundan. - 2005: Matt Lashoff (Bruins, Lightning, Maple Leafs) (2006–2012, B) Vald som nummer 22. - 2006: Phil Kessel (Bruins, Maple Leafs, Penguins) (2006–, C) Vald som nummer fem. - 2007: Zach Hamill (Bruins) (2009–2012, C) Vald som nummer åtta. - 2008: Joe Colborne (Maple Leafs, Flames, Avalanche) (2010–, C) Vald som nummer 16. - 2009: Jordan Caron (Bruins, Blues) (2010–, HF) Vald som nummer 25. - 2010: Tyler Seguin (Bruins, Stars) (2010–, C) Vald som nummer tio. - 2011: Dougie Hamilton (Bruins, Flames) (2013–, B) Vald som nummer nio. - 2012: Malcolm Subban (Har ännu inte spelat i NHL.) (, MV) Vald som nummer 24. - 2013: Bruins saknade val i förstarundan. - 2014: David Pastrňák (Bruins) (2014–, HF) Vald som nummer 25. - 2015: Jakub Zbořil (Har ännu inte spelat i NHL.) (, B) Vald som nummer 13. - 2015: Jake DeBrusk (Har ännu inte spelat i NHL.) (, VF) Vald som nummer 14. - 2015: Zach Senyshyn (Har ännu inte spelat i NHL.) (, HF) Vald som nummer 15. - 2016: Charles McAvoy (Har ännu inte spelat i NHL.) (, B) Vald som nummer 14. - 2016: Trent Frederic (Har ännu inte spelat i NHL.) (, C) Vald som nummer 29. |